# Daiichi Sankyo くすりミュージアム
Daiichi Sankyo くすりミュージアム（だいいちさんきょう　くすりミュージアム）とは、大手製薬会社の第一三共が運営する薬に関する企業博物館である。
所在地は中央区日本橋本町。

## 概要
2012年2月3日に、第一三共本社ビルの1階、2階を利用して開業。薬に関する歴史や研究、仕組み等を、体験型アトラクションを通じて触れることができる、第一三共という一企業を超えた普遍的な展示内容となっている。
入場者にはICチップ入りのメダルが貸与され、これを使用して各コーナーでアトラクションを楽しむことになる。

## 所在地・アクセス
- 所在地 - 中央区日本橋本町3-5-1
- 休館日 - 月曜日
- 開館時間 - 午前10時〜午後6時
- 入館料 - 無料
- 交通アクセス
  - 東京メトロ銀座線・半蔵門線「三越前駅」A10出口 徒歩2分
  - JR総武線快速「新日本橋駅」出入口5 徒歩1分